# Штефанова (округ Пезінок)
Штефанова (словац. Štefanová) — село, громада округу Пезінок, Братиславський край, південно-західна Словаччина, Малокарпатський регіон. Кадастрова площа громади — 6,72 км².
Населення 347 осіб (станом на 31 грудня 2017 року).

## Історія
Штефанова згадується в 1588 році.

## Населення
| Рік:            | 1994. | 2004.   | 2014.   | 2024.    |
| --------------- | ----- | ------- | ------- | -------- |
| Кількість осіб: | 351   | 324     | 348     | 395      |
| Різниця:        |       | -7,69 % | +7,40 % | +13,50 % |

| Рік:            | 2023. | 2024.   |
| --------------- | ----- | ------- |
| Кількість осіб: | 402   | 395     |
| Різниця:        |       | -1,74 % |